# Лаброкер
Лаброке́р (фр. Labroquère, окс. Era Broquèra) — коммуна во Франции, находится в регионе Юг — Пиренеи. Департамент — Верхняя Гаронна. Входит в состав кантона Барбазан. Округ коммуны — Сен-Годенс.
Код INSEE коммуны — 31255.

## География
Коммуна расположена приблизительно в 660 км к югу от Парижа, в 95 км к юго-западу от Тулузы.
На юге коммуны протекает река Гаронна.

## Климат
Климат умеренно-океанический. Зима мягкая и снежная, весна характеризуется сильными дождями и грозами, лето сухое и жаркое, осень солнечная. Преобладают сильные юго-восточные и северо-западные ветры.

## Население
Население коммуны на 2010 год составляло 315 человек.
| 1962 | 1968 | 1975 | 1982 | 1990 | 1999 | 2010 |
| ---- | ---- | ---- | ---- | ---- | ---- | ---- |
| 327  | 288  | 279  | 218  | 271  | 269  | 315  |

## Администрация
| Период | Период | Фамилия    | Партия | Примечания |
| ------ | ------ | ---------- | ------ | ---------- |
| 1995   | 2014   | Жан Уссе   |        |            |
| 2014   | 2020   | Ален Ларке |        |            |

## Экономика
В 2010 году среди 193 человек трудоспособного возраста (15—64 лет) 141 были экономически активными, 52 — неактивными (показатель активности — 73,1 %, в 1999 году было 72,4 %). Из 141 активных жителей работали 131 человек (75 мужчин и 56 женщин), безработных было 10 (4 мужчины и 6 женщин). Среди 52 неактивных 12 человек были учениками или студентами, 26 — пенсионерами, 14 были неактивными по другим причинам.

## Достопримечательности
- Замок Видоссан
- Церковь Св. Себастьяна